# العلاقات الدنماركية المصرية
العلاقات الدنماركية المصرية هي العلاقات الثنائية التي تجمع بين الدنمارك ومصر.

## مقارنة بين البلدين
هذه مقارنة عامة ومرجعية للدولتين:
| وجه المقارنة                                              | الدنمارك                                                     | مصر           |
| --------------------------------------------------------- | ------------------------------------------------------------ | ------------- |
| المساحة (كم2)                                             | 42.92 ألف                                                    | 1.01 مليون    |
| عدد السكان (نسمة)                                         | 5.79 مليون                                                   | 94.80 مليون   |
| الكثافة السكانية (ن./كم²)                                 | 134.9                                                        | 93.86         |
| العاصمة                                                   | كوبنهاغن                                                     | القاهرة       |
| اللغة الرسمية                                             | اللغة الدنماركية                                             | اللغة العربية |
| العملة                                                    | كرونة دنماركية                                               | جنيه مصري     |
| الناتج المحلي الإجمالي (بليون دولار)                      | 324.87 مليار                                                 | 235.37 مليار  |
| الناتج المحلي الإجمالي (تعادل القوة الشرائية) بليون دولار | 278.61 مليار                                                 | 998.67 مليار  |
| الناتج المحلي الإجمالي الاسمي للفرد دولار أمريكي          | 51.99 ألف                                                    | 3.61 ألف      |
| الناتج المحلي الإجمالي للفرد دولار أمريكي                 | 45.54 ألف                                                    |               |
| مؤشر التنمية البشرية                                      | 0.900                                                        | 0.690         |
| رمز المكالمات الدولي                                      | +45                                                          | +20           |
| رمز الإنترنت                                              | .dk                                                          | .eg، .مصر     |
| المنطقة الزمنية                                           | توقيت وسط أوروبا، ت ع م+02:00، ت ع م+01:00، أوروبا/كوبنهاجن ‏ | ت ع م+02:00   |

## منظمات دولية مشتركة
يشترك البلدان في عضوية مجموعة من المنظمات الدولية، منها:
| علم المنظمة | اسم المنظمة                               | تاريخ انضمام الدنمارك | تاريخ انضمام مصر |
| ----------- | ----------------------------------------- | --------------------- | ---------------- |
|             | مؤسسة التنمية الدولية                     | 30 نوفمبر 1960        | 26 أكتوبر 1960   |
|             | يونسكو                                    | 4 نوفمبر 1946         | 22 يناير 1947    |
|             | وكالة ضمان الاستثمار متعدد الأطراف        | 12 أبريل 1988         | 12 أبريل 1988    |
|             | الأمم المتحدة                             | 24 أكتوبر 1945        | 24 أكتوبر 1945   |
|             | الفريق المعني برصد الأرض                  | ?                     | فبراير 2005      |
|             | الاتحاد البريدي العالمي                   | ?                     | ?                |
|             | البنك الدولي للإنشاء والتعمير             | 30 نوفمبر 1960        | 27 ديسمبر 1945   |
|             | الاتحاد الدولي للاتصالات                  | 1866                  | 9 ديسمبر 1876    |
|             | مؤسسة التمويل الدولية                     | 20 يوليو 1956         | 20 يوليو 1956    |
|             | المركز الدولي لتسوية المنازعات الاستشارية | 24 مايو 1968          | 2 يونيو 1972     |
|             | منظمة التجارة العالمية                    | 1995                  | 30 يونيو 1995    |
|             | منظمة الشرطة الجنائية الدولية             | ?                     | 7 سبتمبر 1923    |
|             | البنك الإفريقي للتنمية                    | ?                     | 10 سبتمبر 1964   |

## أعلام
هذه قائمة لبعض الشخصيات التي تربطها علاقات بالبلدين:
- ألكسندر ياكوبسن (لاعب كرة قدم دنماركي مصرى، 18 مارس 1994[19] – )
- محمد علي (مغني دنماركي، 7 سبتمبر 1993 – )

## وصلات خارجية
- موقع وزارة الخارجية الدنماركية
- موقع وزارة الخارجية المصرية